# Morti nel 2015/Agosto
| Questa pagina contiene informazioni ricavate automaticamente dalle voci biografiche con l'ausilio del template Bio e di un bot. L'aggiornamento è periodico e automatico e ricostruisce completamente la pagina. Se manca una persona in questa lista, sei pregato di non aggiungerla, ma accertati piuttosto che la sua voce biografica contenga il template Bio e che i dati anagrafici siano correttamente compilati. Se il template Bio manca, inseriscilo tu stesso o, in alternativa, metti l'avviso {{tmp\|Bio}} che ne segnala la mancanza. Se i dati riportati sono sbagliati, correggi direttamente la voce biografica; le modifiche saranno visibili in questa lista entro pochi giorni. Per chiarimenti vedi il progetto biografie. La lista contiene solo le 157 persone che sono citate nell'enciclopedia e per le quali è stato implementato correttamente il template Bio. Pagina aggiornata al 18 lug 2025. |

- 1º agosto - Cilla Black, cantante e attrice britannica (n. 1943)
- 1º agosto - János Mózner, calciatore e giocatore di calcio a 5 ungherese (n. 1958)
- 1º agosto - Chiara Pierobon, ciclista su strada e pistard italiana (n. 1993)
- 1º agosto - Bernard d'Espagnat, fisico, filosofo e saggista francese (n. 1921)
- 2 agosto - Giovanni Conso, giurista italiano (n. 1922)
- 2 agosto - Piet Fransen, calciatore olandese (n. 1936)
- 2 agosto - Ken Lewis, cantante, paroliere e produttore discografico britannico (n. 1942)
- 2 agosto - Natal'ja Molčanova, apneista russa (n. 1962)
- 2 agosto - Orlando Orfei, circense italiano (n. 1920)
- 2 agosto - Raimondo Rizzu, politico italiano (n. 1930)
- 2 agosto - Giuseppe Rovelli, atleta italiano (n. 1918)
- 2 agosto - Jean-Claude Samuel, calciatore francese (n. 1921)
- 3 agosto - Salvatore Cassisa, arcivescovo cattolico italiano (n. 1921)
- 3 agosto - Robert Conquest, storico inglese (n. 1917)
- 3 agosto - Mel Farr, giocatore di football americano statunitense (n. 1944)
- 3 agosto - Coleen Gray, attrice statunitense (n. 1922)
- 3 agosto - Margot Loyola, cantautrice, antropologa e musicologa cilena (n. 1918)
- 3 agosto - Giovanni Riggi, mafioso statunitense (n. 1925)
- 4 agosto - Takashi Amano, fotografo, naturalista e designer giapponese (n. 1954)
- 4 agosto - Achim Hill, canottiere tedesco (n. 1935)
- 4 agosto - Krystyna Pabjańczyk, cestista polacca (n. 1940)
- 4 agosto - Cesare Paolantonio, pittore italiano (n. 1937)
- 4 agosto - John Rudometkin, cestista statunitense (n. 1940)
- 5 agosto - Tatiana Casini Morigi, montatrice italiana (n. 1929)
- 5 agosto - George Cole, attore inglese (n. 1925)
- 5 agosto - Tony Millington, calciatore gallese (n. 1943)
- 6 agosto - Mircea Dobrescu, pugile rumeno (n. 1930)
- 6 agosto - Ulla Lindkvist, orientista svedese (n. 1939)
- 6 agosto - Renato Zangheri, politico e storico italiano (n. 1925)
- 7 agosto - Sólveig Anspach, regista e sceneggiatrice islandese (n. 1960)
- 7 agosto - Manuel Contreras, generale, agente segreto e criminale cileno (n. 1929)
- 7 agosto - Terrence Evans, attore statunitense (n. 1934)
- 7 agosto - Frances Oldham Kelsey, farmacologa canadese (n. 1914)
- 7 agosto - Folco Perrino, pianista italiano (n. 1928)
- 7 agosto - Viktor Fёdorovič Sokolov, regista sovietico (n. 1928)
- 8 agosto - Alisa Asit'ashvili, cestista sovietica (n. 1932)
- 8 agosto - Fabio Musati, scrittore italiano (n. 1957)
- 8 agosto - Sean Price, rapper statunitense (n. 1972)
- 8 agosto - Wiesław Skołucki, vescovo vetero-cattolico polacco (n. 1937)
- 9 agosto - Rasim Aliyev, giornalista azero (n. 1984)
- 9 agosto - Antonio Climati, direttore della fotografia e regista italiano (n. 1931)
- 9 agosto - Frank Gifford, giocatore di football americano statunitense (n. 1930)
- 9 agosto - Jack Gold, regista britannico (n. 1930)
- 9 agosto - John Henry Holland, fisico, matematico e informatico statunitense (n. 1929)
- 9 agosto - Walter Nahún López, calciatore honduregno (n. 1977)
- 9 agosto - Adile Montanari, calciatore italiano (n. 1924)
- 9 agosto - Jonathan Ollivier, ballerino britannico (n. 1977)
- 10 agosto - Endre Czeizel, genetista e medico ungherese (n. 1935)
- 10 agosto - Juan José Enríquez Gómez, calciatore e allenatore di calcio spagnolo (n. 1950)
- 10 agosto - Fernando Fusco, fumettista e pittore italiano (n. 1929)
- 10 agosto - Cleo Hill, cestista statunitense (n. 1938)
- 10 agosto - Adalbert Leitner, sciatore alpino austriaco (n. 1942)
- 10 agosto - Knut Osnes, allenatore di calcio e calciatore norvegese (n. 1922)
- 11 agosto - Harald Nielsen, calciatore danese (n. 1941)
- 12 agosto - Cesidio Casinelli, politico italiano (n. 1949)
- 12 agosto - Sergio Giovarruscio, tuffatore italiano (n. 1940)
- 12 agosto - Giancarlo Golzi, batterista, musicista e paroliere italiano (n. 1952)
- 12 agosto - Jaakko Hintikka, filosofo finlandese (n. 1929)
- 12 agosto - Chris Marustik, calciatore gallese (n. 1961)
- 13 agosto - Filippo Caria, politico e antifascista italiano (n. 1925)
- 13 agosto - Franco Andrea Dal Pino, storico italiano (n. 1920)
- 13 agosto - Luigi De Robertis, calciatore italiano (n. 1936)
- 13 agosto - Flavio Emer, scrittore e giornalista italiano (n. 1969)
- 13 agosto - Günther Glomb, allenatore di calcio e calciatore tedesco (n. 1930)
- 13 agosto - Pierre Jansen, compositore francese (n. 1930)
- 13 agosto - Juan Manuel Zamora, calciatore spagnolo (n. 1942)
- 13 agosto - Watban Ibrahim al-Tikriti, politico e funzionario iracheno (n. 1952)
- 14 agosto - Agustín Cejas, allenatore di calcio e calciatore argentino (n. 1945)
- 14 agosto - Bob Johnston, produttore discografico statunitense (n. 1932)
- 14 agosto - Rogelio Ricardo Livieres Plano, vescovo cattolico argentino (n. 1945)
- 14 agosto - Gianfranco Maris, politico, avvocato e partigiano italiano (n. 1921)
- 14 agosto - Caroline Omamo, cestista keniota (n. 1968)
- 14 agosto - Karen Stives, cavallerizza statunitense (n. 1950)
- 15 agosto - Emilio Bianchi, militare italiano (n. 1912)
- 15 agosto - Dieter Burmester, ingegnere, imprenditore e musicista tedesco (n. 1946)
- 15 agosto - Rafael Chirbes, scrittore e critico letterario spagnolo (n. 1949)
- 16 agosto - Jacob Bekenstein, fisico israeliano (n. 1947)
- 16 agosto - Ruggero Crotti, giocatore di biliardo italiano (n. 1924)
- 16 agosto - Anna Kashfi, modella e attrice britannica (n. 1934)
- 16 agosto - Nataša Čmyreva, tennista sovietica (n. 1958)
- 17 agosto - Karl Bormann, storico della filosofia, filologo classico e docente tedesco (n. 1928)
- 17 agosto - Donato Bruno, avvocato e politico italiano (n. 1948)
- 17 agosto - Yvonne Craig, attrice e ballerina statunitense (n. 1937)
- 17 agosto - Arsen Dedić, cantautore, compositore e attore croato (n. 1938)
- 17 agosto - Eduardo Guerrero, canottiere argentino (n. 1928)
- 17 agosto - Sylvia Hitchcock, modella statunitense (n. 1946)
- 17 agosto - László Paskai, cardinale e arcivescovo cattolico ungherese (n. 1927)
- 18 agosto - Pier Luigi Alvigini, allenatore di calcio e calciatore italiano (n. 1918)
- 18 agosto - Víctor Hugo Berardi, allenatore di pallacanestro uruguaiano (n. 1950)
- 18 agosto - Louis Stokes, politico statunitense (n. 1925)
- 18 agosto - Bud Yorkin, produttore cinematografico, produttore televisivo e regista statunitense (n. 1926)
- 18 agosto - Khaled al-Asaad, archeologo, scrittore e traduttore siriano (n. 1932)
- 18 agosto - Abu Muslim al-Turkmani, generale iracheno (n. 1959)
- 19 agosto - Egon Bahr, politico tedesco (n. 1922)
- 19 agosto - Vittorio Casamonica, criminale italiano (n. 1950)
- 19 agosto - Franco Ciardi, calciatore italiano (n. 1940)
- 19 agosto - Doudou N'diaye Rose, percussionista senegalese (n. 1930)
- 19 agosto - Russell Poole, investigatore statunitense (n. 1956)
- 19 agosto - Alfonso Sansone, produttore cinematografico italiano (n. 1924)
- 20 agosto - Armin di Lippe, nobile tedesco (n. 1924)
- 20 agosto - Melchor Barrio, calciatore spagnolo (n. 1934)
- 20 agosto - Lina Morgan, attrice spagnola (n. 1937)
- 21 agosto - Walter Horstmann, arbitro di calcio tedesco (n. 1935)
- 22 agosto - Ángel Atienza, artista e calciatore spagnolo (n. 1931)
- 22 agosto - Gabriele Calvi, psicologo, imprenditore e politico italiano (n. 1925)
- 22 agosto - Marija Golubničaja, ostacolista sovietica (n. 1924)
- 22 agosto - Mariem Hassan, cantante sahrawi (n. 1958)
- 22 agosto - Ieng Thirith, politica cambogiana (n. 1932)
- 22 agosto - Andy Mapple, sciatore nautico britannico (n. 1962)
- 22 agosto - Ángel Papadópulos, allenatore di calcio e calciatore messicano (n. 1925)
- 22 agosto - Eric Thompson, pilota automobilistico britannico (n. 1919)
- 22 agosto - Charles Tomlinson, poeta e traduttore inglese (n. 1927)
- 22 agosto - Lou Tsioropoulos, cestista statunitense (n. 1930)
- 22 agosto - William Rowe, filosofo e educatore statunitense (n. 1931)
- 22 agosto - Erika Zuchold, ginnasta tedesca (n. 1947)
- 23 agosto - Héctor González Garzón, calciatore colombiano (n. 1937)
- 23 agosto - Guy Ligier, pilota motociclistico, pilota automobilistico e imprenditore francese (n. 1930)
- 24 agosto - Marcy Borders, funzionaria statunitense (n. 1973)
- 24 agosto - Cesare Campart, politico italiano (n. 1923)
- 24 agosto - Gianluigi Coppola, illustratore e fumettista italiano (n. 1928)
- 24 agosto - Cees van Kooten, allenatore di calcio e calciatore olandese (n. 1948)
- 24 agosto - Chico Maki, hockeista su ghiaccio canadese (n. 1939)
- 24 agosto - Carmelo Morra, politico italiano (n. 1944)
- 24 agosto - Bevo Nordmann, cestista e allenatore di pallacanestro statunitense (n. 1939)
- 24 agosto - Johan Renvall, ballerino e coreografo svedese (n. 1959)
- 24 agosto - Roberto Souper Onfray, militare cileno (n. 1927)
- 24 agosto - Justin Wilson, pilota automobilistico britannico (n. 1978)
- 25 agosto - Carlos Barrionuevo, calciatore argentino (n. 1977)
- 25 agosto - Mascarenhas, calciatore portoghese (n. 1937)
- 26 agosto - Amelia Boynton Robinson, attivista statunitense (n. 1905)
- 26 agosto - Peter Kern, attore, regista e sceneggiatore austriaco (n. 1949)
- 27 agosto - Biagio Catalano, calciatore e allenatore di calcio italiano (n. 1938)
- 27 agosto - Pascal Chaumeil, regista francese (n. 1961)
- 27 agosto - Darryl Dawkins, cestista e allenatore di pallacanestro statunitense (n. 1957)
- 27 agosto - Juan Garriga, pilota motociclistico spagnolo (n. 1963)
- 27 agosto - Marianne Sin-Pfältzer, fotografa tedesca (n. 1926)
- 27 agosto - Giusi Verbaro, poetessa e critica letteraria italiana (n. 1938)
- 27 agosto - Józef Wesołowski, arcivescovo cattolico polacco (n. 1948)
- 28 agosto - Al Arbour, allenatore di hockey su ghiaccio e hockeista su ghiaccio canadese (n. 1932)
- 28 agosto - Antonio Girlanda, presbitero, biblista e religioso italiano (n. 1929)
- 28 agosto - Joan Lind, canottiera statunitense (n. 1952)
- 28 agosto - Paolo Mantegazza, farmacologo e partigiano italiano (n. 1923)
- 29 agosto - Boris Alekseevič Buneev, regista cinematografico sovietico (n. 1921)
- 29 agosto - Antonio Ceccarini, calciatore e allenatore di calcio italiano (n. 1949)
- 29 agosto - Wayne Walter Dyer, psicologo e scrittore statunitense (n. 1940)
- 29 agosto - Kyle Jean-Baptiste, attore e cantante statunitense (n. 1993)
- 29 agosto - Graham Leggat, giornalista, allenatore di calcio e calciatore scozzese (n. 1934)
- 30 agosto - Adallo Magomedovič Aliev, poeta, scrittore e saggista russo (n. 1932)
- 30 agosto - Brad Anderson, fumettista statunitense (n. 1924)
- 30 agosto - Wes Craven, regista, sceneggiatore e produttore cinematografico statunitense (n. 1939)
- 30 agosto - Pierfranco Pastore, vescovo cattolico italiano (n. 1927)
- 30 agosto - Oliver Sacks, neurologo e scrittore britannico (n. 1933)
- 30 agosto - Héctor Silva, calciatore uruguaiano (n. 1940)
- 30 agosto - David Williamson, barone di Horton, politico inglese (n. 1934)
- 31 agosto - Luigi De Sena, politico, dirigente pubblico e poliziotto italiano (n. 1943)
- 31 agosto - Josefina García de Noia, attivista argentina (n. 1921)
- 31 agosto - Islam Timurziev, pugile russo (n. 1983)